# Velika nagrada Dunaja 1961
Velika nagrada Dunaja 1961 je bila šesta neprvenstvena dirka Formule 1 v sezoni 1961. Odvijala se je 16. aprila 1961 na avstrijskem dirkališču Aspern.

## Dirka
| Poz | Dirkač           | Moštvo                     | Konstruktor        | Čas/Odstop              | Št. m. |
| --- | ---------------- | -------------------------- | ------------------ | ----------------------- | ------ |
| 1   | Stirling Moss    | Rob Walker Racing Team     | Lotus-Climax       | 1.10:01.6               | 1      |
| 2   | Wolfgang Seidel  | Scuderia Colonia           | Lotus-Climax       | + 51.4 s                | 6      |
| 3   | Ernesto Prinoth  | Scuderia Dolomiti          | Lotus-Climax       | 54 krogov               | 7      |
| 4   | Bernard Collomb  | Bernard Collomb            | Cooper-Climax      | 53 krogov               | 8      |
| 5   | Menato Boffa     | Menato Boffa               | Cooper-Climax      | 41 krogov               | 4      |
| 6   | Tim Parnell      | Tim Parnell                | Lotus-Climax       | 34 krogov               | 5      |
| 7   | Ronald Wrenn     | Team Salvatore Evangelista | Hume-Cooper-Climax | 31 krogov               | 9      |
| 8   | Shane Summers    | Terry Bartram              | Cooper-Climax      | 23 krogov - Vzmetenje   | 2      |
| Ods | Gerry Ashmore    | Tim Parnell                | Lotus-Climax       | Zavore                  | 3      |
| WD  | Jo Schlesser     | Inter-Autocourse           | Cooper-Climax      | Nepripravljen dirkalnik | -      |
| WD  | Jo Bonnier       | Scuderia Colonia           | Lotus-Climax       | Nepripravljen dirkalnik | -      |
| WD  | Giuseppe Maugeri | Giuseppe Maugeri           | Cooper-Climax      | Brez dirkalnika         | -      |
| WD  | »Wal Ever«       | »Wal Ever«                 | Cooper-O.S.C.A.    | Nepripravljen dirkalnik | -      |